# Karol-Ann Canuel
Karol-Ann Canuel (ur. 18 kwietnia 1988 w Amos) – kanadyjska kolarka szosowa, wielokrotna medalistka mistrzostw świata.

## Kariera
Pierwszy sukces w karierze osiągnęła w 2006 roku, kiedy zdobyła złoty medal w wyścigu ze startu wspólnego podczas mistrzostw Kanady juniorów. W 2013 roku była trzecia w klasyfikacji generalnej Tour Cycliste Féminin International de l'Ardèche. Podczas mistrzostw świata w Ponferradzie w 2014 roku razem z zespołem Specialized-lululemon wywalczyła złoty medal w drużynowej jeździe na czas. Wynik ten powtórzyła na mistrzostwach świata w Richmond rok później. Od 2016 roku reprezentowała holenderski zespół Boels-Dolmans, z którym zdobyła trzy medale w drużynowej jeździe na czas: złoto na MŚ w Doha w 2016 roku oraz srebro podczas MŚ w Bergen w 2017 roku i MŚ w Innsbrucku w 2018 roku. 
W 2016 roku wystąpiła na igrzyskach olimpijskich w Rio de Janeiro, zajmując 13. miejsce w indywidualnej jeździe na czas i 25. w wyścigu ze startu wspólnego. Na rozgrywanych cztery lata później igrzyskach w Tokio była czternasta w indywidualnej jeździe na czas i szesnasta w wyścigu ze startu wspólnego. Ponadto zwyciężyła w pierwszej kobiecej edycji Volta Limburg Classic w 2017 roku.